# Universíada de Inverno de 2005
A XXII Universíada de Inverno aconteceu em Innsbruck, Áustria de 12 à 22 de Janeiro de 2005.

## Modalidades

### Obrigatórias
As modalidades obrigatórias são determinadas pela Federação Internacional do Esporte Universitário (FISU) e, salvo alteração feita na Assembléia Geral da FISU, valem para todas as Universíadas de Inverno.
| - Biatlo (0) - Combinado nórdico (0) - Esqui alpino (0) - Esqui cross-country (0) - Hóquei no gelo (0) | - Patinação artística (0) - Patinação de velocidade em pista curta (0) - Salto de esqui (0) - Snowboard (0) |

### Opcionais
As modalidades opcionais são determinadas pela Federação Nacional de Esportes Universitários (National University Sports Federation - NUSF) do país organizador e devem ser de, no mínimo, um esporte e no máximo dois.
- Esqui estilo livre (2)
- Patinação de velocidade (0)
- Skeleton (2)

## Quadro de medalhas
O Quadro de medalhas é uma lista que classifica as Federações Nacionais de Esportes Universitários (NUSF) de acordo com o número de medalhas conquistadas.
| Ordem                                     | País              | Medalha de ouro | Medalha de prata | Medalha de bronze |    |
| ----------------------------------------- | ----------------- | --------------- | ---------------- | ----------------- | -- |
| 1                                         | AUT Áustria       | 10              | 8                | 4                 | 22 |
| 2                                         | KOR Coreia do Sul | 10              | 7                | 6                 | 23 |
| 3                                         | RUS Rússia        | 7               | 5                | 9                 | 21 |
| 4                                         | JPN Japão         | 5               | 6                | 6                 | 17 |
| 5                                         | POL Polônia       | 5               | 2                | 1                 | 8  |
| 6                                         | UKR Ucrânia       | 4               | 10               | 2                 | 16 |
| 7                                         | KAZ Cazaquistão   | 4               | 1                | 2                 | 7  |
| 8                                         | ITA Itália        | 4               |                  | 5                 | 9  |
| 9                                         | CHN China         | 3               | 6                | 8                 | 17 |
| 10                                        | NED Países Baixos | 3               | 5                | 2                 | 10 |
| Nenhum país lusófono conquistou medalhas. |                   |                 |                  |                   |    |